# Zostérops de Maurice
Ne doit pas être confondu avec Zostérops gris de Maurice.
Zosterops chloronothos
Espèce
Statut de conservation UICN

 CR C2a(ii) : 
En danger critique
Le Zostérops de Maurice ou Zostérops vert de Maurice (Zosterops chloronothos) est une espèce de passereaux de la famille des Zostéropidés. Il est endémique de l'île Maurice, et risque de disparaître en raison de la destruction de son habitat et de l'introduction de prédateurs sur l'île malgré des efforts de conservation.

## Dénomination
Le nom Zostérops est issu du grec ζωστήρ (zoster) signifiant « ceinture » et ὤψ (ops) signifiant « œil », en référence au cercle blanc qui entoure ses yeux. Le qualificatif « de Maurice » se réfère tout simplement à son origine, tandis que l'épithète chloronothos vient du grec χλωρός (khloros), signifiant « vert » et νόθος (nothos), signifiant « faux » mais potentiellement dérivé de -notos, désignant le dos.

## Description
Le Zostérops de Maurice mesure autour de 10 cm, pour un poids entre 7,5 et 9 g. Sa tête et son dos sont gris, devenant vert olive vers l'arrière et sur les ailes. Ses dessous sont gris pâles, avec une teinte rose sur les flancs ; sa croupe est jaune. Son iris est brun sombre, accompagné du cercle oculaire blanc caractéristique des zostérops. Son bec plutôt long est brun sombre et légèrement courbé ; ses pattes sont de couleur pâle, parfois rosée. La femelle est identique au mâle; les juvéniles sont  initialement dépourvus de queue et de cercle oculaire qui se développe après 15 à 30 jours, après quoi ils sont identiques aux adultes.

## Répartition et habitat
Il est endémique d'une petite partie de l'île Maurice, où se trouve la forêt ouverte native de l'île, qui est très humide. Il évite les zones cultivées et les jardins, ainsi que la présence de goyavier ; il s'adapte bien en revanche au jamrosat introduit sur l'île.

## Écologie et comportement

### Alimentation
Il se nourrit majoritairement de nectar, typiquement issu des plantes endémiques mais également du jamrosat introduit. Il consomme également des insectes, incluant des libellules et des scarabées.

### Reproduction
Le Zostérops de Maurice se reproduit entre septembre et novembre. Il construit dans un arbre un nid en coupe à base de mousses, de feuilles et d'herbes sèches, consolidé avec du lichen et de la soie d'araignée ; il a tendance à les tapisser de plumes d'autres oiseaux. Il y pond  typiquement deux œufs de couleur bleu pâle, qui sont couvés par les deux parents pour une durée de 12 à 13 jours. Les deux parents s'occupent des petits, qui sont capables de quitter le nid deux semaines plus tard, et deviennent indépendant entre 2 et 8 semaines plus tard.

### Prédation
Les nids du Zostérops de Maurice sont notamment la cible du Rat noir, ainsi que du Macaque crabier.

## Systématique
Le Zostérops de Maurice a été initialement décrit par Louis-Pierre Vieillot en 1817, sous le nom Dicaeum chloronothos (Dicée à dos vert), le genre Zosterops n'ayant pas encore été défini. Il est reconnu en tant que Zosterops à partir de 1846. Il a parfois été considéré comme conspécifique avec l'Oiseau vert (ou Zostérops de la Réunion), dont il est particulièrement proche génétiquement.
Il est actuellement considéré comme monotypique dans la classification de référence du Congrès ornithologique international (6 avril 2024).

## Le Zostérops de Maurice et l'humain

### Conservation
Le Zostérops de Maurice est considéré comme « en danger critique » par l'UICN (6 avril 2024), en raison de sa très faible population (entre 200 et 300 individus) et son aire de répartition très réduite. Il est notamment victime de la destruction de son habitat, qui couvrait initialement la majeure partie de l'île, après l'arrivée des européens, afin de récolter le bois précieux et pour l'agriculture (on estime qu'il reste environ seulement 5% de la surface de l'île couverte par la forêt indigène). Il est également fortement victime de la prédation, notamment par le Rat noir, arrivé sur l'île au 16e siècle, qui est facilement capable d'atteindre les nids de zostérops. Un projet de conservation a été lancé 2006 afin d'introduire une population de Zostérops de Maurice sur l'île aux Aigrettes (située à un kilomètre de l'île Maurice et dépourvue de prédateurs), à la suite d'un projet similaire mené ave le Foudi de Maurice. 34 oiseaux ont été finalement transférés entre 2007 et 2010 ; on estime qu'elle s'est désormais développée avec aux alentours de 60 individus, avec des apports supplémentaires en nourriture toujours réalisés durant la saison de reproduction. Les autres mesures de conservation concernent le contrôle des populations de rats sur l'île principale. Sans effort de conservation, l'espèce pourrait disparaître d'ici à 50 ans.